# El Monte, Salamanca
El Monte är en ort i Mexiko.   Den ligger i kommunen Salamanca och delstaten Guanajuato, i den centrala delen av landet, 240 km nordväst om huvudstaden Mexico City. El Monte ligger 1 718 meter över havet och antalet invånare är 183.
Terrängen runt El Monte är huvudsakligen platt, men åt nordost är den kuperad. Runt El Monte är det tätbefolkat, med 266 invånare per kvadratkilometer. Närmaste större samhälle är Salamanca, 5,4 km väster om El Monte. Trakten runt El Monte består till största delen av jordbruksmark.